# Коэффициент Жаккара
Мера Жаккара (коэффициент флористической общности, фр. coefficient de communaute, нем. Gemeinschaftskoeffizient) — бинарная мера сходства, предложенная Полем Жаккаром в 1901 году:
{\displaystyle K_{J}={\frac {c}{a+b-c}}},
где {\displaystyle a} — количество видов на первой пробной площадке, {\displaystyle b} — количество видов на второй пробной площадке, {\displaystyle c} — количество видов, общих для первой и второй площадок.
Исторически первый коэффициент сходства. Коэффициент Жаккара в различных модификациях активно используется в экологии, геоботанике, молекулярной биологии, биоинформатике, геномике, протеомике, информатике и других дисциплинах. Мера Жаккара эквивалентна (связаны одной монотонно возрастающей зависимостью) мере Сёренсена и мере Сокала — Снита для конечных множеств (множественная интерпретация):
{\displaystyle K_{1,-1}={\frac {n(A\cap B)}{n(A)+n(B)-n(A\cap B)}}={\frac {n(A\cap B)}{n(A\cup B)}}}.
Меру различия, которая является дополнением коэффициента сходства Жаккара до единицы, называют мерой флористического контраста.
Для случая дескриптивных множеств (дескриптивная интерпретация), в экологии это выборки по обилию, аналогом указанной меры является мера Ружички:
{\displaystyle K_{1,-1}={\sum _{i=1}^{r}\min(A_{i},B_{i}) \over (\sum _{i=1}^{r}(A_{i})+\sum _{i=1}^{r}(B_{i})-\sum _{i=1}^{r}\min(A_{i},B_{i}))}={\sum _{i=1}^{r}\min(A_{i},B_{i}) \over \sum _{i=1}^{r}\max(A_{i},B_{i}))}}
В частном случае, когда используются компоненты булевых векторов, то есть компоненты, принимающие только два значения 0 и 1 мера известна под названием коэффициента Танимото или расширенного коэффициента Жаккара.
Если сравниваются объекты по встречаемости видов (вероятностная интерпретация), то есть учитываются вероятности встреч, то аналогом меры Жаккара будет вероятностная мера Иверсена:
{\displaystyle K_{1,-1}={\frac {P(A\cap B)}{P(A\cup B)}}}
Для информационной аналитической интерпретации используется мера взаимозависимости Райского:
{\displaystyle K_{1,-1}={\frac {I(A,B)}{H(A,B)}}}.
Мера различия коэквивалентная мере сходства Жаккара есть расстояние:
{\displaystyle F_{1,-1}=1-{\frac {n(A\cap B)}{n(A)+n(B)-n(A\cap B)}}={\frac {n(A\cup B)-n(A\cap B)}{n(A\cup B)}}}